# Český Superpohár 2014
Český Superpohár 2014 byl historicky pátý ročník každoročně pořádané jednozápasové soutěže zvané Český Superpohár, který se odehrál v typickém termínu týden před zahájením ligové soutěže. Účastníci Superpoháru byli dva – protagonisté dvou hlavních soutěží pořádaných Fotbalovou asociací ČR. Vítězem 1. české fotbalové ligy za sezonu 2013/14 se stal tým AC Sparta Praha, který zároveň triumfoval i v českém fotbalovém poháru za sezónu 2013/14. Jeho soupeřem v Superpoháru se stal tudíž druhý celek Gambrinus ligy sezóny 2013/14 a poražený finalista poháru – FC Viktoria Plzeň.
Vítězem Superpoháru 2014 se stal klub AC Sparta Praha.

## Průběh zápasu
Ačkoli Sparta byla prakticky celý zápas lepším týmem, do vedení mohla jít Plzeň po faulu Costy na Milana Petrželu v pokutovém území. Avšak Jan Kovařík trefil z penalty jen břevno. První gól vstřelil v 10. minutě David Lafata, který tak navázal na veleúspěšné vystoupení ve druhém předkole Ligy mistrů UEFA 2014/15 proti FC Levadia Tallinn, kde soupeři nasázel pět branek (15. července, výhra 7:0). V tomto případě si dokázal najít místo ve vápně a míč se odrazil ještě od bránícího hráče Koláře za záda Kozáčika. Hrálo se ve více než třicetistupňovém vedru, proto sudí nařídil v utkání dvě občerstvovací přestávky. Druhý gól přidal Ladislav Krejčí, který uplatnil důraz ve vápně a nezadržitelně skóroval k tyči. Po přestávce se malátná Plzeň poněkud vzchopila a připravila si několik příležitostí, které ale její hráči nevyužili. Třetí branku vstřelil v závěru střetnutí při své premiéře za pražský klub střídající Michal Breznaník. Sparta vyhrála rozdílem třídy 3:0 a získala druhý Superpohár.

## Statistiky zápasu
| 18. červenec 2014 17:45                  |        |                   |                                                     |
| AC Sparta Praha                          | 3 – 0  | FC Viktoria Plzeň | Generali Arena diváci: 5 493 rozhodčí: Michal Paták |
| Lafata 10' Krejčí 33' Breznaník 90' (+1) | Zpráva |                   | Generali Arena diváci: 5 493 rozhodčí: Michal Paták |

| Sparta | Plzeň |

| 35     | B      | David Bičík       |     |     |
| 16     | O      | Pavel Kadeřábek   |     |     |
| 4      | O      | Lukáš Hejda       |     |     |
| 25     | O      | Mario Holek       |     | 78' |
| 26     | O      | Costa Nhamoinesu  |     | 5'  |
| 6      | Z      | Lukáš Vácha       |     | 84' |
| 8      | Z      | Marek Matějovský  | 73' |     |
| 7      | Z      | Tomáš Přikryl     |     |     |
| 9      | Z      | Bořek Dočkal      |     |     |
| 21     | Ú      | David Lafata      | 86' | 24' |
| 23     | Ú      | Ladislav Krejčí   | 58' |     |
| Trenér | Trenér | Vítězslav Lavička |     |     |

| 1      | B      | Matúš Kozáčik      |     |     |
| 27     | O      | František Rajtoral |     | 71' |
| 2      | O      | Lukáš Hejda        |     | 21' |
| 21     | O      | Václav Procházka   |     | 19' |
| 8      | O      | David Limberský    |     |     |
| 17     | Z      | Patrik Hrošovský   |     |     |
| 10     | Z      | Pavel Horváth      |     | 45' |
| 26     | Z      | Daniel Kolář       | 65' |     |
| 11     | LW     | Milan Petržela     |     |     |
| 9      | Ú      | Stanislav Tecl     |     |     |
| 19     | RW     | Jan Kovařík        | 46' |     |
| Trenér | Trenér | Dušan Uhrin ml.    |     |     |

| 1  | B | Marek Štěch      |     |  |
| 15 | O | Radoslav Kováč   |     |  |
| 19 | O | Matěj Hybš       |     |  |
| 33 | Z | Michal Breznaník | 58' |  |
| 11 | Z | Lukáš Mareček    | 73' |  |
| 14 | Ú | Martin Nešpor    | 86' |  |
| 18 | Ú | Tiémoko Konaté   |     |  |

| 13 | B | Petr Bolek   |         |     |
| 4  | O | Roman Hubník |         |     |
| 14 | O | Radim Řezník |         |     |
| 6  | Z | Václav Pilař | 46' 79' | 48' |
| 20 | Z | Ondřej Vaněk |         |     |
| 7  | Z | Tomáš Hořava | 79'     |     |
| 23 | Z | Marek Bakoš  | 65'     |     |

|  | 10'     | David Lafata     | 1-0 |
|  | 33'     | Ladislav Krejčí  | 2-0 |
|  | 90(+1)' | Michal Breznaník | 3-0 |

| Hlavní rozhodčí: | Michal Paták |
| Asistenti:       | Jan Paták    |
| Asistenti:       | Petr Blažej  |
| Reportáž         |              |

| 35     | B      | David Bičík       |     |     |
| 16     | O      | Pavel Kadeřábek   |     |     |
| 4      | O      | Lukáš Hejda       |     |     |
| 25     | O      | Mario Holek       |     | 78' |
| 26     | O      | Costa Nhamoinesu  |     | 5'  |
| 6      | Z      | Lukáš Vácha       |     | 84' |
| 8      | Z      | Marek Matějovský  | 73' |     |
| 7      | Z      | Tomáš Přikryl     |     |     |
| 9      | Z      | Bořek Dočkal      |     |     |
| 21     | Ú      | David Lafata      | 86' | 24' |
| 23     | Ú      | Ladislav Krejčí   | 58' |     |
| Trenér | Trenér | Vítězslav Lavička |     |     |

| 1      | B      | Matúš Kozáčik      |     |     |
| 27     | O      | František Rajtoral |     | 71' |
| 2      | O      | Lukáš Hejda        |     | 21' |
| 21     | O      | Václav Procházka   |     | 19' |
| 8      | O      | David Limberský    |     |     |
| 17     | Z      | Patrik Hrošovský   |     |     |
| 10     | Z      | Pavel Horváth      |     | 45' |
| 26     | Z      | Daniel Kolář       | 65' |     |
| 11     | LW     | Milan Petržela     |     |     |
| 9      | Ú      | Stanislav Tecl     |     |     |
| 19     | RW     | Jan Kovařík        | 46' |     |
| Trenér | Trenér | Dušan Uhrin ml.    |     |     |

| 1  | B | Marek Štěch      |     |  |
| 15 | O | Radoslav Kováč   |     |  |
| 19 | O | Matěj Hybš       |     |  |
| 33 | Z | Michal Breznaník | 58' |  |
| 11 | Z | Lukáš Mareček    | 73' |  |
| 14 | Ú | Martin Nešpor    | 86' |  |
| 18 | Ú | Tiémoko Konaté   |     |  |

| 13 | B | Petr Bolek   |         |     |
| 4  | O | Roman Hubník |         |     |
| 14 | O | Radim Řezník |         |     |
| 6  | Z | Václav Pilař | 46' 79' | 48' |
| 20 | Z | Ondřej Vaněk |         |     |
| 7  | Z | Tomáš Hořava | 79'     |     |
| 23 | Z | Marek Bakoš  | 65'     |     |

|  | 10'     | David Lafata     | 1-0 |
|  | 33'     | Ladislav Krejčí  | 2-0 |
|  | 90(+1)' | Michal Breznaník | 3-0 |

| Hlavní rozhodčí: | Michal Paták |
| Asistenti:       | Jan Paták    |
| Asistenti:       | Petr Blažej  |
| Reportáž         |              |

## Vítěz
| Český Superpohár 2014 AC Sparta Praha (2. vítězství) |